# Keilbeck
Keilbeck ist ein Ortsteil von Radevormwald im Oberbergischen Kreis im nordrhein-westfälischen Regierungsbezirk Köln in Deutschland.
Es wird von der Bevölkerung Radevormwalds auch Die Keilbeck genannt und ist etwa sieben Kilometer vom Stadtzentrum entfernt. Er liegt südlich von Dahlerau und östlich von Dahlhausen und ist einer der so genannten Wupperorte.

## Geografie

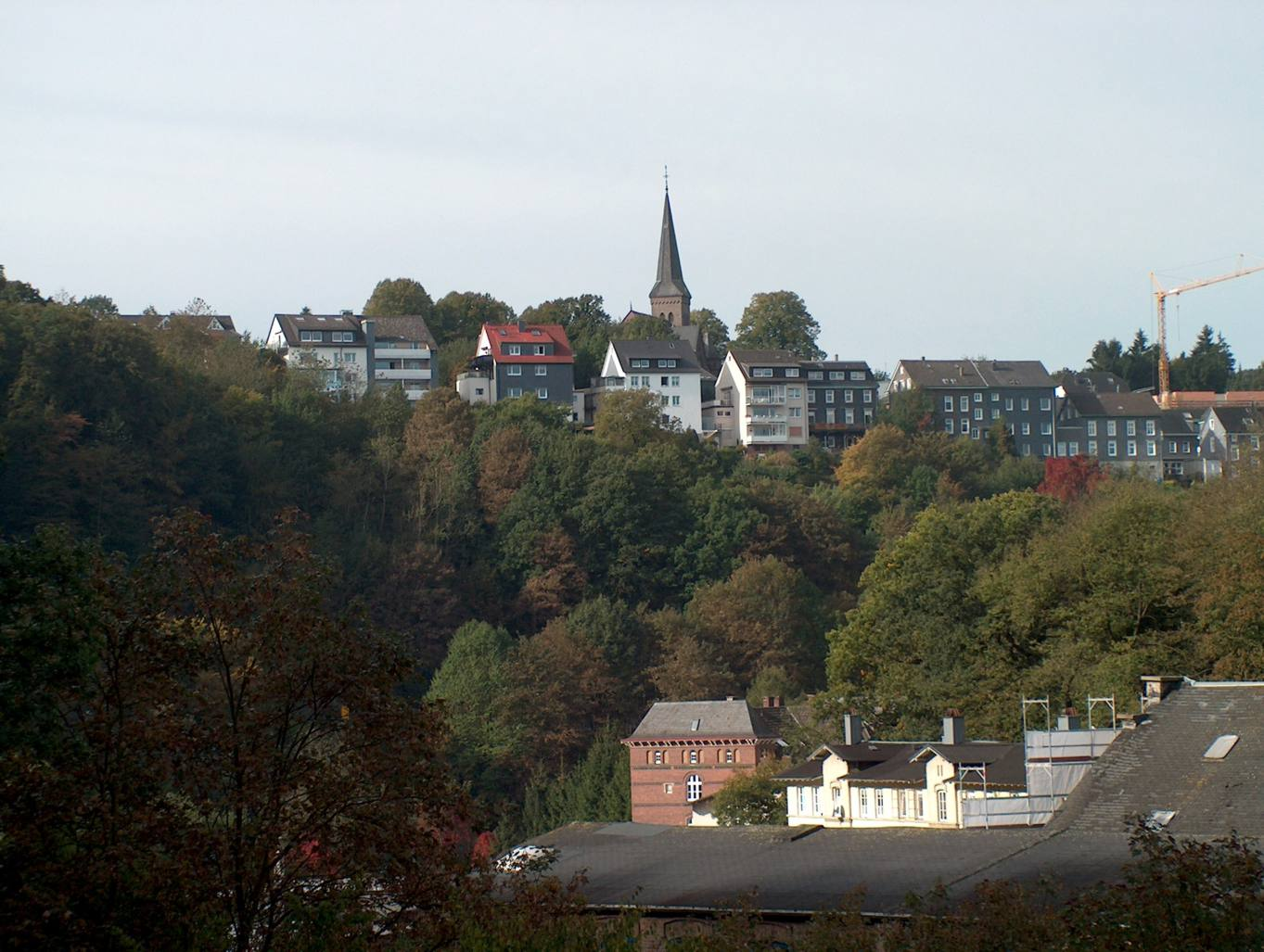
Radevormwald-Keilbeck, fotografiert von der Wuppertalstr. aus, im Vordergrund die ehem. Firma Wülfing

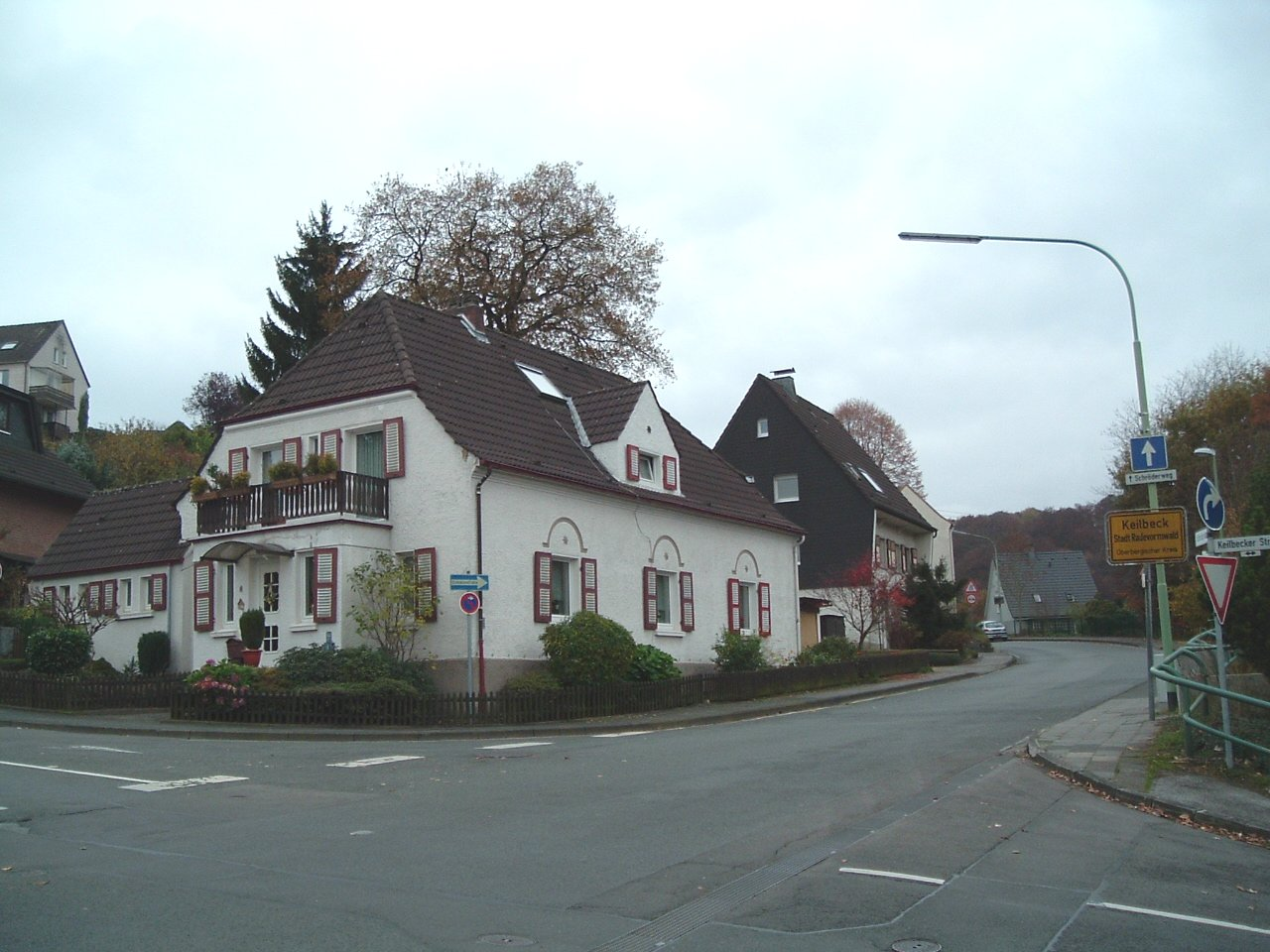
Ortseingang von Keilbeck in Radevormwald im Oktober 2004

Keilbeck ist ein langgezogener Ortsteil und vom steilen Tal der Wupper in Richtung Osten geprägt. Während der nordwestlichste Punkt des Ortsteils auf 210 Meter Höhe liegt, liegt Keilbeck am 1,3 km weiter östlichen Übergang zu Herkingrade auf fast 300 Meter Höhe.

## Einwohner
Bei der Kommunalwahl am 26. September 2004 war das Ev. Gemeindehaus am Siedlungsweg in Keilbeck Wahllokal und bildete den Wahlbezirk 140. Der Bezirk hatte 853 Wahlberechtigte; 468 von ihnen gingen zur Wahl. Thomas Lorenz (CDU) vertritt seitdem den Wahlbezirk mittels Direktmandat im Stadtrat von Radevormwald.

## Infrastruktur
Alle Bestandteile eines Nahversorgungszentrums sind vorhanden: Eine Grundschule und ein Kindergarten sichern Kinderbetreuung und schulische Versorgung. Die Grundschule heißt heute Gemeinschaftsgrundschule Wupper. Sie wurde 1966 als Volksschule erbaut und besteht als Grundschule seit 1968, aber bereits Mitte des 19. Jahrhunderts gab es schon ein Schulgebäude in Keilbeck. Denn 1870 zog die Schule ins neu errichtete evangelische Gemeindehaus um, wo sie bis 1878 blieb. Zurzeit werden ca. 180 Schülerinnen und Schüler in acht Klassen unterrichtet.
Von Keilbeck aus startet der Rundwanderweg XC Richtung Radevormwald, der dann weiter Richtung Halver verläuft.
Dieser Weg wurde inoffiziell (und damit eigentlich illegal, vgl. § 59 Abs. 2 LandschaftsG NW in der derzeit gültigen Fassung) für ein Mountainbikerennen angelegt. Da Wanderzeichen verhältnismäßig selten sind und auch nicht den üblichen Standards entsprechen, sollte er nur mit Ortskenntnis und Karte begangen werden.

### Verkehrsanbindung
Man erreicht die Keilbeck über die Landesstraße 414. Die zweite Hauptverkehrsachse, die Keilbecker Straße führt weiter zum Ortsteil Herkingrade. Die Bürgerbuslinie 4 „Remlingrader“ bindet die Ortschaft montags, dienstags und donnerstags an den öffentlichen Personennahverkehr (ÖPNV) an. Zwei öffentliche Buslinien fahren auf ihrem Weg von bzw. nach Remscheid (Linie 659) und Wuppertal (Linie 626) die Keilbeck an.

## Geschichte
Die Erstnennung von Keilbeck erfolgte im Jahr 1515 bei Kirchenrechnungen mit dem Namen Keylhecke. Geprägt wurde der Ort im Zeitalter der Industrialisierung von der traditionsreichen Geschichte der Tuchfabriken an der Wupper, deren Arbeiter teilweise in Keilbeck wohnten.
1815/16 besaß der Ort 51 Einwohner. 1832 gehörte der Ort zum Kirchspiel Remlingrade des ländlichen Außenbezirks der Bürgermeisterei Radevormwald. Der laut der Statistik und Topographie des Regierungsbezirks Düsseldorf als Weiler kategorisierte Ort besaß zu dieser Zeit fünf Wohnhäuser und ein landwirtschaftliches Gebäude. Zu dieser Zeit lebten 53 Einwohner im Ort, 13 katholischen und 40 evangelischen Glaubens. 1888 sind in dem Gemeindelexikon der Rheinprovinz 13 Wohnhäuser mit 205 Einwohnern verzeichnet.
Die nachfolgend abgebildeten Gebäude sind gelistete Baudenkmäler der Radevormwald:

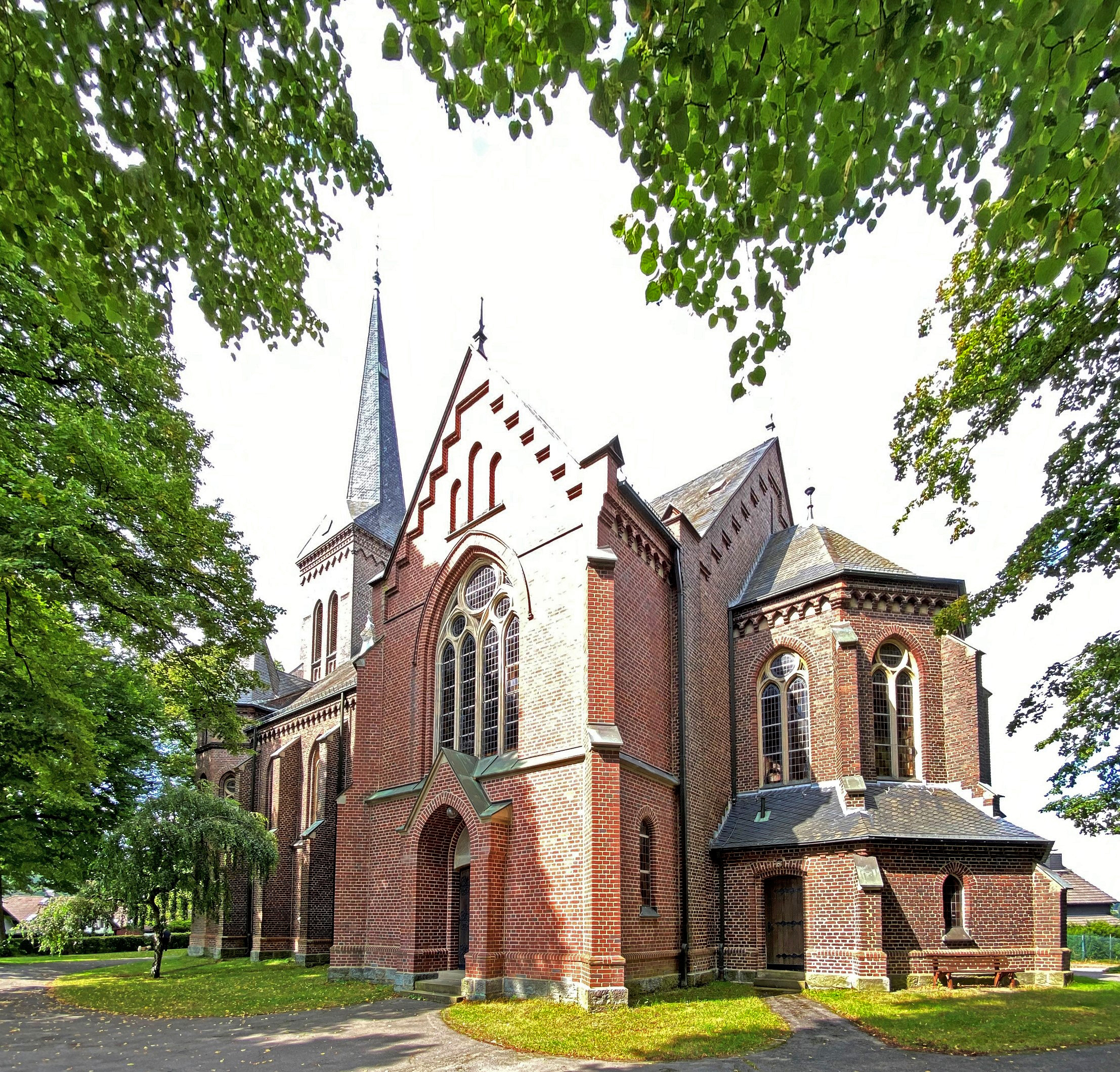
Ev. Kirche und Orgel Siedlungsweg 22
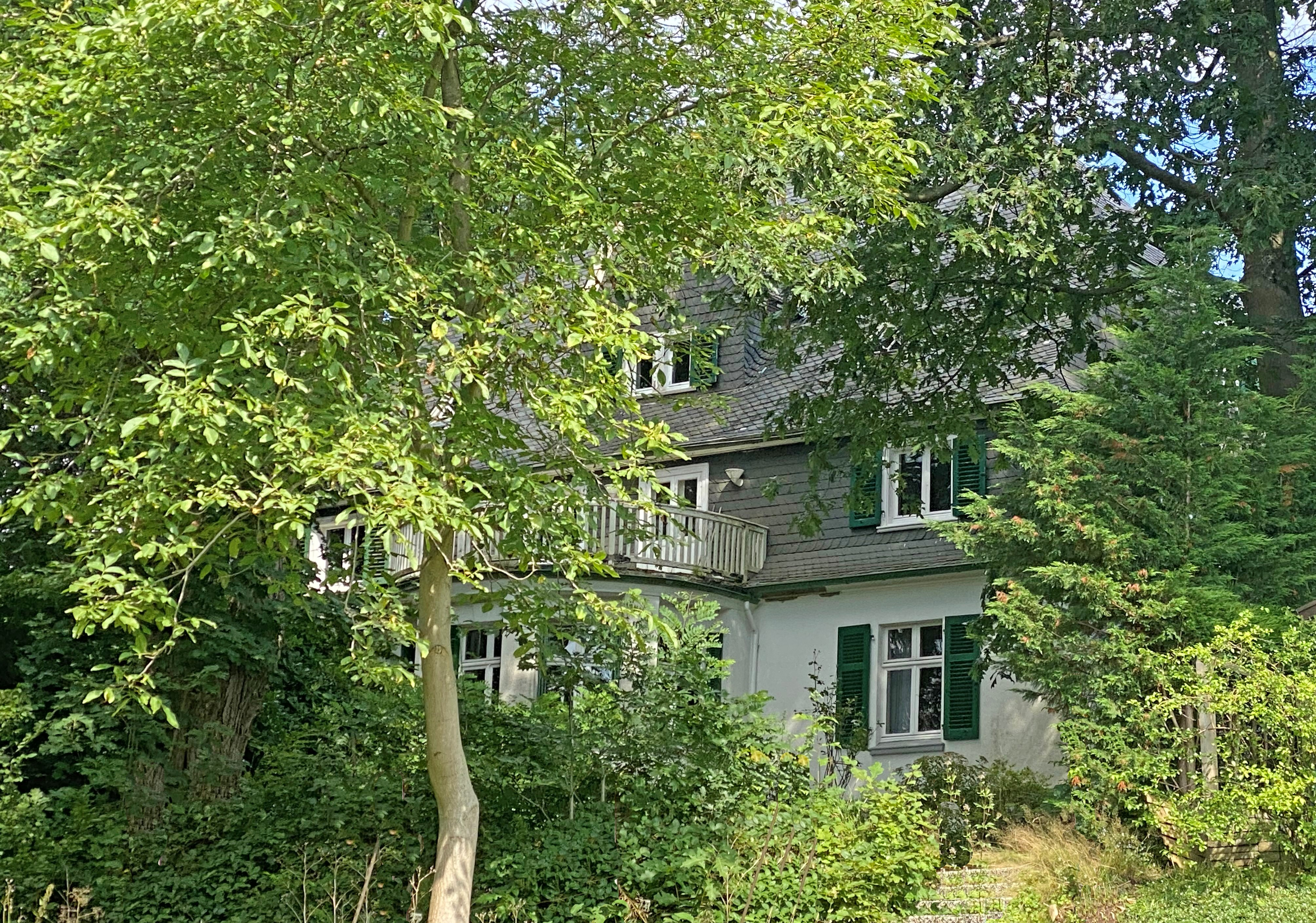
ehem. Direktorenhaus Schröderweg 13
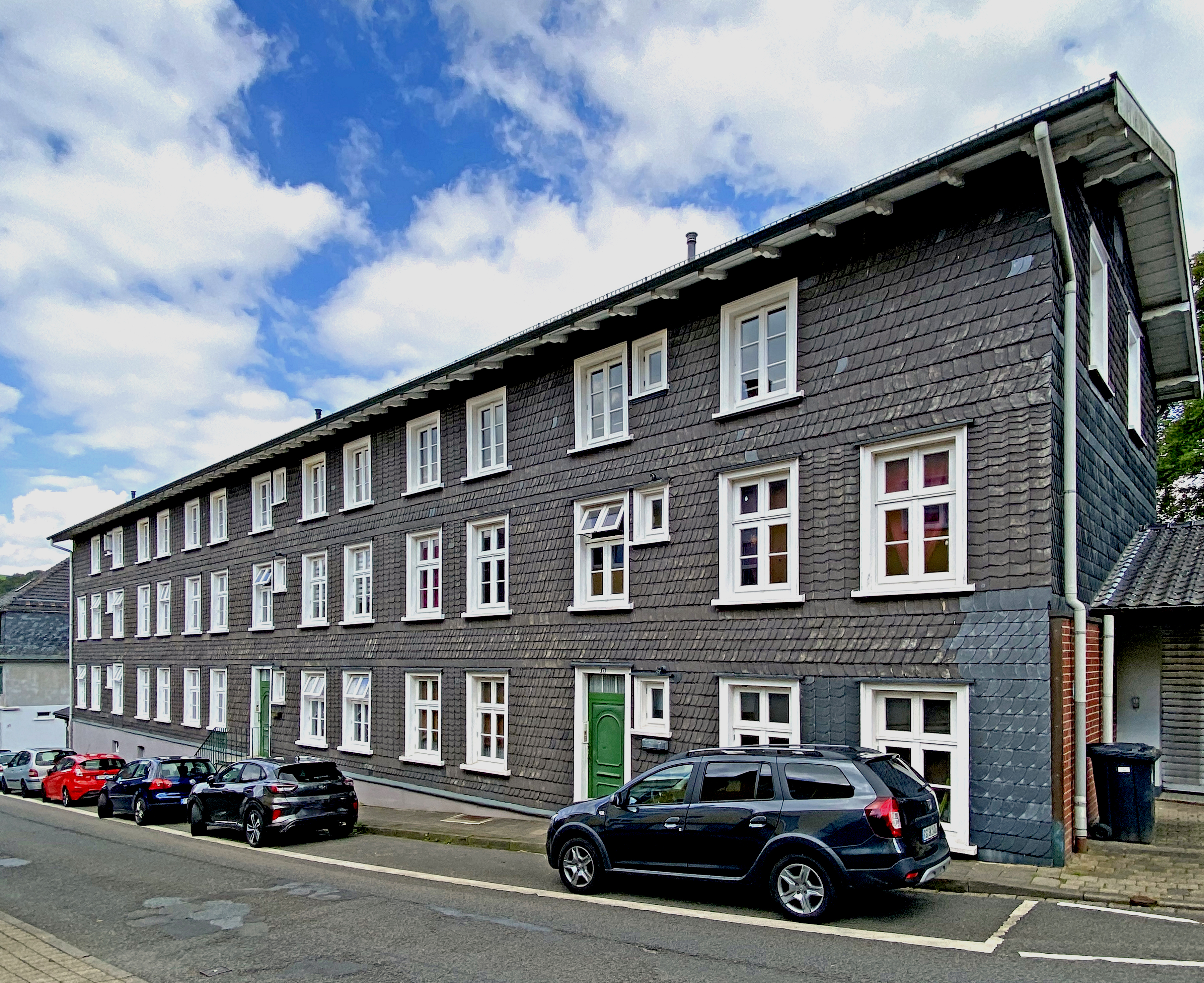
Arbeiterwohnhaus Keilbecker Straße 15/17
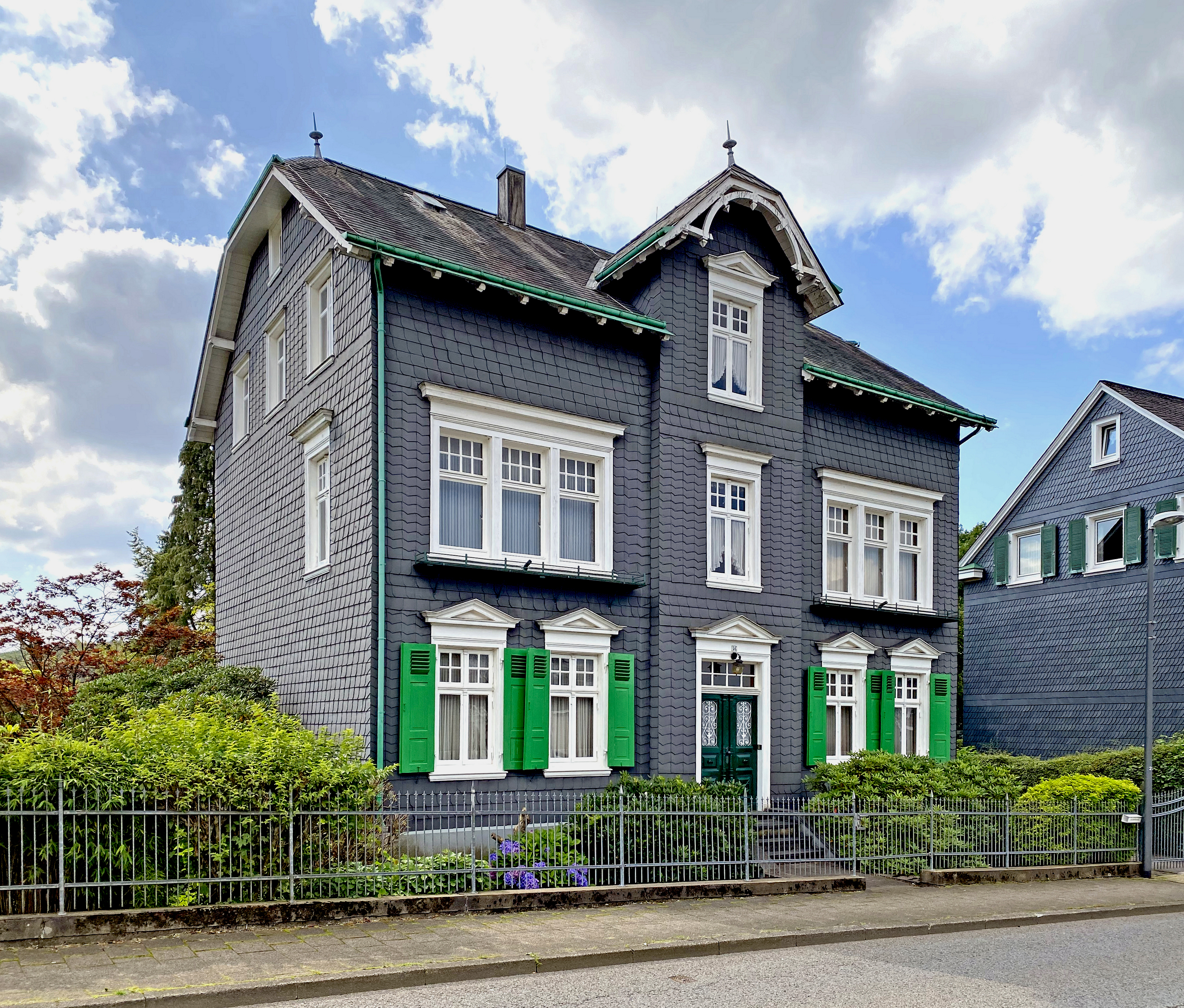
Wohnhaus (1906)

## Kultur- und Vereinsleben
- Ev. Posaunenchor Keilbeck
- Ev. Kirchengemeinde Dahlerau mit dem Gemeindehaus in Keilbeck
- Turn und Sportverein TuSpo Dahlhausen 1883 e. V.